# Перевальный хребет
Перева́льный хребе́т — горный хребет в Забайкальском крае России, в правобережье верховья реки Чикой (притока Селенги).
Общая протяжённость хребта составляет около 100 км. Преобладающие высоты — от 1900 до 2000 м. Высочайшей вершиной является гора Кумыльский Голец (2450 м), от которой к востоку идёт осевая линия хребта. В западном направлении от горы (до Чикоконского хребта) идёт горная перемычка, по которой проходит часть Мирового водораздела между указанными Северным Ледовитым и Тихим океанами. На южном склоне хребта берёт начало река Бальджа, приток Онона.
В рельефе хребта преобладают высокогорья с сильным горизонтальным и вертикальным расчленением. Склоны большей частью крутые, с курумами и скальными останцами. Основные типы ландшафта — горная тайга, предгольцовое редколесье, гольцы.